# Beniamin (Korolow)
Beniamin, imię świeckie Wiktor Anatolijewicz Korolow, ros. Виктор Анатольевич Королёв (ur. 26 października 1965 w Wierchososieniu, zm. 26 kwietnia 2020 w Kursku) – rosyjski biskup prawosławny.

## Życiorys
Pochodził z rodziny robotniczej. Po odbyciu zasadniczej służby wojskowej w latach 1987–1990 uczył się w szkole muzycznej w Orle, uzyskując prawo wykonywania zawodu kierownika orkiestr instrumentów ludowych. W czasie ostatniego roku nauki był równocześnie wykładowcą instrumentoznawstwa. W 1995 ukończył studia w instytucie sztuki i kultury Uniwersytetu Orłowskiego, uzyskując dyplom nauczyciela i metodyka instrumentalnej muzyki ludowej. W trakcie studiów nauczał w dziecięcej szkole artystycznej nr 4 w Orle oraz w szkole artystycznej w Małoarchangielsku. W 1996 wstąpił jako posłusznik do monasteru Ikony Matki Bożej „Znak” w Kursku. W roku następnym został postrzyżony w riasofor, przyjmując imię Beniamin na cześć św. Beniamina Pieczerskiego. 15 marca 1997 został wyświęcony na diakona, zaś 7 kwietnia przyjął święcenia kapłańskie. Wieczyste śluby mnisze złożył 27 grudnia 1998, zachowując imię Beniamin, lecz przyjmując jako nowego patrona Beniamina, syna Jakuba.
W latach 1997–1998 kierował odbudową cerkwi Achtyrskiej Ikony Matki Bożej w Kursku. W 1999 został przeniesiony z monasteru, w którym dotąd przebywał, do skitu św. Serafina z Sarowa, placówki filialnej Pustelni Korzennej, a następnie mianowany jego przełożonym. W 2002 został nagrodzony prawem noszenia krzyża napierśnego. W 2004 arcybiskup kurski i rylski Herman wyznaczył go na p.o. namiestnika Pustelni Korzennej. Dwa lata później Święty Synod Rosyjskiego Kościoła Prawosławnego powierzył mu tę funkcję. W tym samym roku otrzymał godność igumena. W 2009 brał udział w Soborze Lokalnym Rosyjskiego Kościoła Prawosławnego jako delegat mnichów i mniszek eparchii kurskiej. W 2010 ukończył seminarium duchowne w Kursku.
Nominowany na biskupa żeleznogorskiego i lgowskiego 26 lipca 2012, 19 sierpnia tego samego roku został podniesiony do godności archimandryty. Jego chirotonia biskupia odbyła się w Monasterze Dońskim 1 września 2012, z udziałem konsekratorów: patriarchy moskiewskiego i całej Rusi Cyryla, metropolitów sarańskiego i mordowskiego Warsonofiusza, kurskiego i rylskiego Hermana, biełgorodzkiego i starooskolskiego Jana, stawropolskiego i niewinnomysskiego Cyryla, biskupów sołniecznogorskiego Sergiusza oraz elisteńskiego i kałmuckiego Zenobiego. 4 października 2012 r. przestał pełnić funkcję namiestnika Pustelni Korzennej.
Zmarł 26 kwietnia 2020 r. wskutek powikłań po COVID-19.